# القليعة (ريف دمشق)

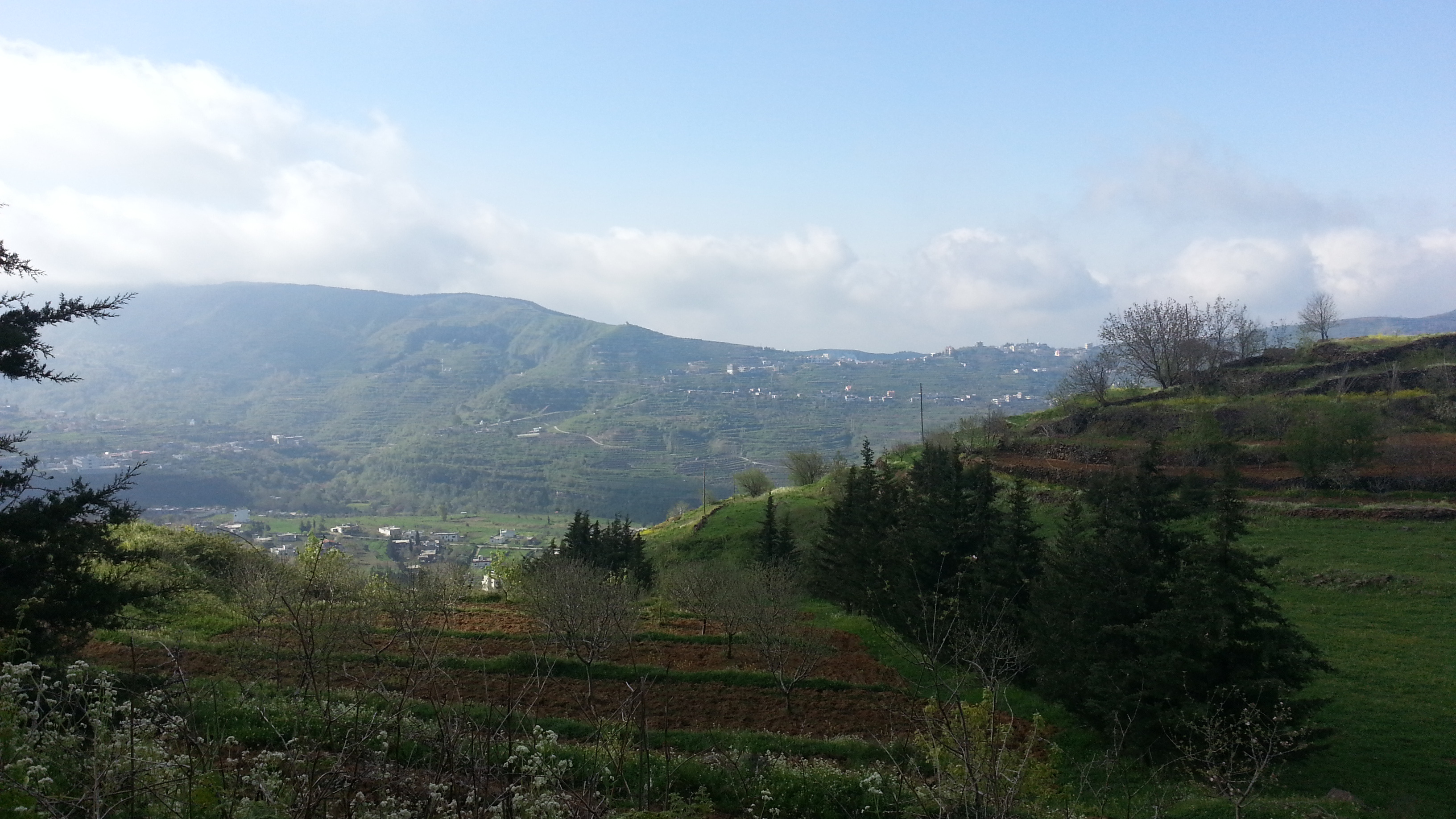
صورة من جبال قرية القليعة

القليعة قرية سورية تقع في محافظة ريف دمشق، وتتبع إدارياً لمنطقة قطنا، ناحية سعسع.
إعمارها قديم لوجودها ضمن سور قديم من الحجارة البازلتية، وفيها آثار مطاحن قديمة.